# Jacques-Joseph Ebelmen
Jacques-Joseph Ebelmen (Baume-les-Dames, Doubs, 10 de julio de 1814 - 31 de marzo de 1852, Sèvres) fue un ingeniero de minas y químico francés.

## Biografía
Fue alumno de la École polytechnique de la promoción de 1831 y de la Escuela de Minas de París en 1833. Alumno más destacado de la escuela de aplicación en 1836, este ingeniero originario del Franco-Condado tuvo como primer destino Vesoul. Sin embargo, fue reclamado para la Escuela de Minas por Pierre Berthier, y en 1840 fue nombrado profesor adjunto a la cátedra de docimasía ocupada por este último. El mismo año fue nombrado secretario-adjunto de la comisión de los Anales de Minas, revista científica de la escuela. Como investigador y docente es también experimentador de química en la Escuela Politécnica en 1841, mientras que como ingeniero fue nombrado administrador-adjunto de la manufactura de porcelana de Sèvres en 1845.
En 1845, Ebelmen fue nombrado profesor titular de docimasía en la escuela de minas. Siendo ya ingeniero de primera clase, conoció una rápida ascensión por su aportación de investigador especialista en cerámica, en particular, la que se obtiene mediante combinaciones cristalinas por vía seca. Nombrado director de la manufactura de Sèvres en 1847, aportó un notable progreso al nivel de este arte e industria, dejando la puerta abierta a la imitación perfecta de piedras preciosas: espinelas, esmeraldas, peridotos y corindones. Contribuyó también con sus equipos de la manufactura de Sèvres a poner a punto procedimientos de colada perfeccionados y económicos, e introdujo la hulla para reemplazar a la madera en el horneado de la cerámica.
Después de la Revolución Francesa, accedió a dirigir el Conservatorio Nacional de Artes y Oficios de forma gratuita, desde donde hizo que la industria aprovechase los valiosos resultados de sus investigaciones científicas.
En 1849, fue miembro del jurado en la Exposición Central Nacional, y en 1851 representó a la industria cerámica francesa en la Gran Exposición de Londres, como miembro del jurado internacional. Sus innovaciones suscitaron en Inglaterra la estima de los más grandes investigadores, entre ellos Michael Faraday, quien le invitó a asistir a una conferencia que pronunció ante la Royal Society de Londres.
Unos meses después de su regreso a Francia, y tras redactar su informe sobre la Exposición, Ebelmen padeció una fiebre cerebral. Murió el 31 de marzo de 1852. Poco antes de su fallecimiento, había sido nombrado Ingeniero Jefe de Minas.

## Trabajos técnicos y científicos
Sus principales trabajos versaron sobre :
- Las reacciones en los hornos metalúrgicos : investigaciones sobre la composición de los gases de alto horno, la teoría de la carbonización o la reducción de los minerales de hierro,
- La alteración lenta de los minerales y de las rocas en la naturaleza,
- La producción artificial de cristales o de minerales cristalizados. Descubre en 1847 un método de síntesis de una gran sencillez para obtener "combinaciones cristalizadas por la vía seca", método que aplica de 1847 a 1848 a la reproducción de minérales para obtener artificialmente varias piedras preciosas con cristales de tamaño millimétrico: la espinela, la esmeralda, el péridoto, y el corindon.

Estos trabajos han tenido amplias e importantes repercusiones en otras disciplinas. Fue el primer científico en imaginar que la atmósfera es modificada por los seres vivos. Se incluye un extracto de su trabajo "Sobre los productos de la descomposición de las especies minerales de la familia de los silicatos", fechado en 1845:

"(...) en las antiguas épocas geológicas la atmósfera era más densa y más rica en ácido carbónico, y tal vez en oxígeno, que en el tiempo actual. A una mayor densidad de la envoltura gaseosa tenía que corresponder una mayor condensación del calor solar, y unos fenómenos atmosféricos de una intensidad considerable. La variaciones en la naturaleza del aire han sido sin duda constantes de acuerdo con los seres organizados que vivían en cada una de las épocas."

## Reconocimientos
- Nombrado Caballero de la Legión de Honor por el rey Luis Felipe en abril de 1847.
- Es uno de los 72 científicos e ingenieros cuyo nombre figura inscrito en la Torre Eiffel.
- En 1885 la calle Ebelmen en el 12.º Distrito de París tomó su nombre.
- El Premio Ebelmen en Geoquímica, otorgado por la Asociación Internacional de Geoquímica, lleva este nombre en su honor.